# 뿌요뿌요 테트리스 2
《뿌요뿌요 테트리스 2》(일본어: ぷよぷよテトリス2, 영어: Puyo Puyo Tetris 2)는 소닉 팀이 개발해 세가가 출시한 퍼즐 비디오 게임이다. '뿌요뿌요 테트리스'의 후속편이다. 게임은 플레이스테이션4, 엑스박스 1, 닌텐도 스위치, 플레이스테이션 5 및 Xbox Series X/S용으로 2020년 12월 8일에 출시되었다. 마이크로소프트 윈도우 버전은 2021년 3월 21일에 출시되었다.

## 게임 플레이
뿌요뿌요 테트리스 2는 새로운 스토리와 캐릭터 외에도 캐릭터 기반 스킬과 아이템이 게임을 빠르게 바꿀 수 있는 스킬 배틀과 같은 새로운 모드를 도입하였다. 또한 뿌요뿌요 테트리스보다 온라인 모드가 개선되어 리그에서 더 많은 경쟁과 무료 플레이가 가능하며, 어드벤처 모드에서는 플레이어가 오버월드를 가로질러 다른 캐릭터와 스킬 배틀을 할 수 있게 되었다.

## 모드

### VS
VS는 기존 뿌요와 테트리스가 싸울 수 있는 기본적인 모드이다.

### 파티
VS와 일부 룰은 같으나 무한으로 부활하고 주어진 시간도 있다. 그리고 가장 큰 차이점은 아이템이 있다는 것으로 아이템은 종류가 다양하다.

### 뿌요테트 믹스
뿌요테트 믹스는 뿌요와 테트리스가 번갈아 가며 나오는 형식의 모드이다.

### 스킬 배틀
이번에 새로 추가된 모드이며 각자 캐릭터마다 고유의 스킬이 있고 그것을 이용해 배틀을 하는 모드이다.

### 그 외
스왑, 빅뱅, 무한등이 있다.

## 개발 및 출시, 업데이트
2020년 8월 26일 닌텐도 다이렉트 프레젠테이션에서 게임이 공개되었으며 닌텐도 스위치용은 2020년 12월로 예정되었다. 그날 늦게 게임이 Xbox One, Xbox Series X 및 PlayStation 4 버전과 함께 2020년 12월 8일에 출시되고 이틀 후에 일본 버전이 출시된다는 사실이 밝혀졌다.
플레이스테이션 5 버전도 발표되었으며 'Holiday 2020' 기간 동안 출시될 예정이며, 나중에 다른 버전과 동일한 날짜로 밝혀졌다. 스팀 (Steam)의 Microsoft Windows 버전은 2021년 3월 23일에 출시되었다고 한다.
2021년 1월 14일 업데이트에서는 소닉 더 헤지혹의 소닉을 플레이어블 게스트 캐릭터로 추가했다. 새로운 도전 규칙도 추가되었다. 2021년 3월에는 '뿌요뿌요' 시리즈의 4명의 캐릭터, Playstation 4 및 Playstation 5 플레이어가 함께 온라인 플레이에 참여할 수 있는 기능, 4개의 추가 노래, 플레이어가 즐길 수 있는 관중 모드가 추가된 최종 업데이트되었다. 온라인 경기를 시청하고 더 어려운 "Super Spicy" 난이도 설정. 20개의 새로운 아바타도 추가되었다. 2021년 출시된 2차 업데이트에서는 뿌요뿌요2 게임, 뿌요뿌요 연대기에서 4명의 신규 캐릭터가 추가되었다. 색맹 플레이어를 위한 접근성 옵션이 추가되었으며, 이전에는 싱글 플레이어에서만 플레이할 수 있었던 특정 모드에 대한 3개의 신곡 및 멀티플레이어 지원이 추가되었다.

## 새로운 캐릭터, 추가된 캐릭터

### 새로운 캐릭터
위 문단과 같이 소닉과 스토리에 등장하는 마르와 스퀘어스가 있다. 소닉은 스토리에 등장하지 않는 게스트 캐릭터지만 마르와 스퀘어스는 스토리에서 중요한 부분을 맡고 있다.

### 기존에 있었으며 추가된 캐릭터
전작인 뿌요뿌요 테트리스에서 없었지만 기존에 있었던 캐릭터가 추가되었다. 대표적으론 뿌요 캐릭터였던 리델, 유우짱, 세리리, 하피 등이 있다. 그 말고도 수상한 크루크, 레지문트 등 여러 캐릭터가 추가되었다.

## 평가
게임은 리뷰 애그리게이터 메타크리틱에 대체적으로 좋은 평가를 받았다.

## 같이 보기
- 뿌요뿌요 테트리스
- 뿌요뿌요
- 테트리스